# Marlon Blue
Marlon Blue Babic (Viena, Austria; 19 de mayo de 1988) es un actor y modelo.

## Primeros años y modelaje
Marlon trabajó a tiempo parcial en Londres cuando fue descubierto por Ford Models y AD Model Management en Perth, Australia. Ha modelado para marcas como Gareth Pugh, Chanel, Max Mara, GANT, Armani, Gucci, Marc Stone y Diesel.

## Otros trabajos
Lanzó una serie de dibujo para el libro expresionismo 'Lucielos'.
De modelar y viajar por Estados Unidos, Europa y Asia, recaudó dinero suficiente y estudio actuación en el Estudio de Stella Adler en Nueva York y en el Studio de BAW en París. 
Marlon también estudió actuación en el Estudio BAW. Fue en 2014 cuando el director David Ayer, darle un papel en la película Fury, seguido de apariciones en la serie de televisión The Royals, Episodes y comercial de televisión Coco Mademoiselle dirigido por Joe Wright para Chanel perfume francés. Su trabajo actoral anterior incluye un papel en el vídeo musical "Rain" para la banda The Luka State junto al actor Thomas Brodie-Sangster y 'Dream a Life' para la banda Slowly Rolling Camera.
2015, en el videojuego publicado Guitar Hero de Neversoft Blue pronunció el canto de la banda The Black Keys. En 2015, apareció en películas como Lion, 27, Memory Lane y The Singleton. 2016, en el drama Sex Doll de Sylvie Verheyde y Fighting Heart. 
En 2017, Blue será visto en el papel principal, junto a Leandro Firmino, en el drama de aventuras 'Goitaca' de Rodrigo Rodrigues.  
En 2018, Blue ha sido anunciado para tomar un papel protagónico en 'My Heart Brakes the Waves'.
Otros talentos además de modelaje son fotografía y música, trabajando para Fico, y también los estudios culturales. Abrió su primer papel actor en un teatro fue en el papel de Robert en la producción teatral 'Francisca' por el director Mat Wolf.

## Vida personal
Blue ha estado saliendo con la modelo Isabelle Lenvin desde julio de 2014 al diciembre de 2015. 

## Filmografía

### Cine y televisión
| 2013 | Título                    | Papel           | Notas                |
| ---- | ------------------------- | --------------- | -------------------- |
| 2013 | I'm Still Here            | Surgeon         | [ 9 ]                |
| 2014 | Lion                      | Frank Stanford  |                      |
| 2014 | 27, Memory Lane           | Doc Dijkstra    | [ 10 ] [ 11 ] [ 12 ] |
| 2014 | Chanel:Coco Mademoiselle  | Himself         |                      |
| 2014 | Fury                      | US Soldier      |                      |
| 2015 | The Royals                | Cale            |                      |
| 2015 | The Singleton             | Kudos           | [ 13 ] [ 14 ]        |
| 2016 | Across The River          | Noah            |                      |
| 2016 | Sex Doll                  | Nat             | [ 15 ]               |
| 2016 | Fighting Heart            | Chris Coltweild | [ 16 ] [ 17 ]        |
| 2017 | Episodes                  | Luc             |                      |
| 2017 | 1603                      | John Quest      | [ 18 ]               |
| 2018 | My Heart Breaks the Waves | Mark            |                      |
| 2019 | Goitaca                   | Candea          | Posproducción        |

### Music
| Año  | Soltero      | Artista               | Papel     | Notas         |
| ---- | ------------ | --------------------- | --------- | ------------- |
| 2014 | Dream A Life | Slowly Rolling Camera | Principal | [ 20 ] [ 21 ] |
| 2014 | Rain         | The Luka State        | Principal |               |
| 2016 | I Wonder     | Bree                  | Principal |               |

### Videojuegos
| Año  | Título      | Papel  | Notas |
| ---- | ----------- | ------ | ----- |
| 2015 | Guitar Hero | Circle | Voz   |

## Premios y nominaciones
| Año  | Premiación              | Categoría                         | Resultado | Ref. |
| ---- | ----------------------- | --------------------------------- | --------- | ---- |
| 2015 | GBIFF Awards            | Mejor actor en un rol protagónico | Ganador   |      |
| 2016 | Los Angeles Film Awards | Actor                             | Ganador   |      |
| 2016 | Los Angeles Film Awards | Actor                             | Ganador   |      |